# 칼라디움속
칼라디움속(caladium, /kəˈleɪdiəm/)은 남아메리카 아마존 지방 원산의 여러해살이 식물로 천남성과에 속하며 잎이 토란잎과 유사한 관엽식물이다. 잎에는 레이스나 화살 모양의 다양한 무늬가 있어 매우 아름다우므로 온실에서 흔히 가꾼다. 기온이 20℃ 이하에서는 아름다운 잎이 되지 않으며, 5℃ 이하에서는 알뿌리가 잘 썩는다. 번식은 알뿌리로 하는데, 큰 알뿌리는 2-3개로 나누어 심는다. 칼라디움은 땅 속의 굵은 덩이줄기에서 자란다. 온대지역에서는 덩이줄기를 양분과 수분이 많은 흙에 심어 실내에서 재배하는데, 가을이 되어 잎이 떨어지면 덩이줄기에 한 달에 한 번씩 물을 준다.
이 식물은 15~35인치(40~90 센티미터) 높이로 자라고 잎은 대개 6~18인치(15~45센티미터) 길이로 넓은 편이다.

## 종
1. Caladium andreanum
2. Caladium bicolor
3. Caladium clavatum
4. Caladium coerulescens
5. Caladium humboldtii
6. Caladium lindenii
7. Caladium macrotites
8. Caladium picturatum
9. Caladium praetermissum
10. Caladium schomburgkii
11. Caladium smaragdinum
12. Caladium steyermarkii
13. Caladium ternatum
14. Caladium tuberosum

## 사진

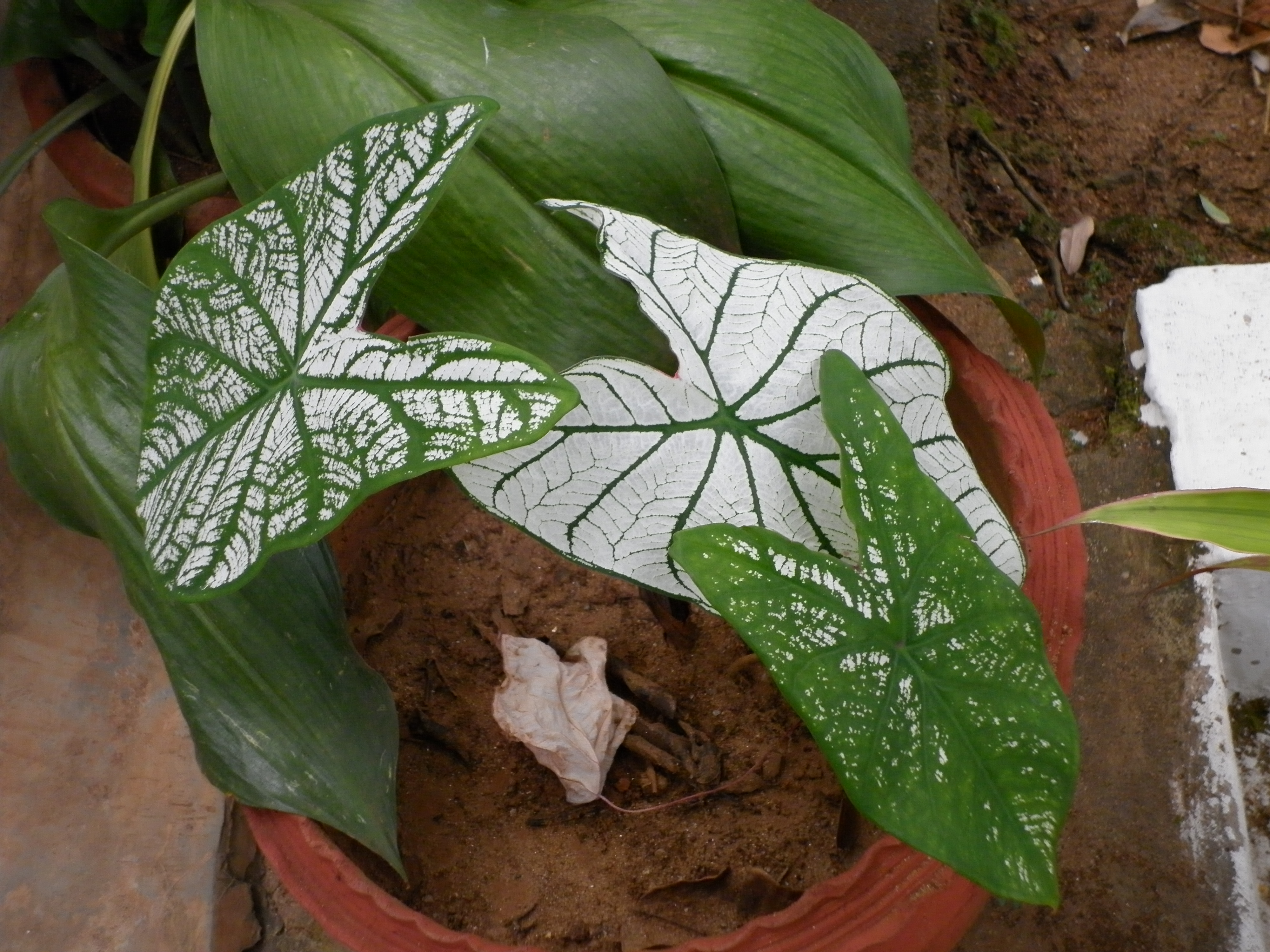
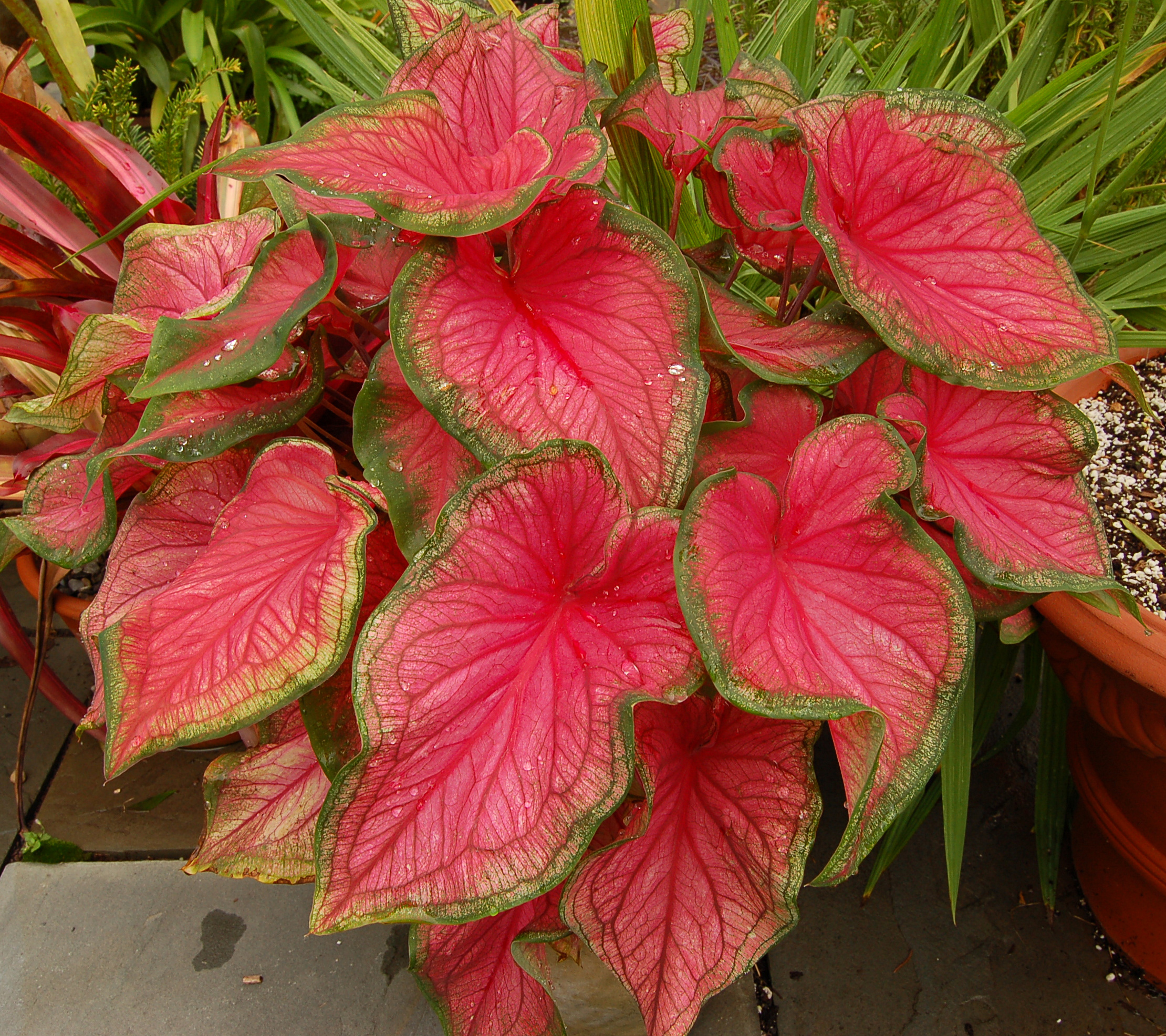
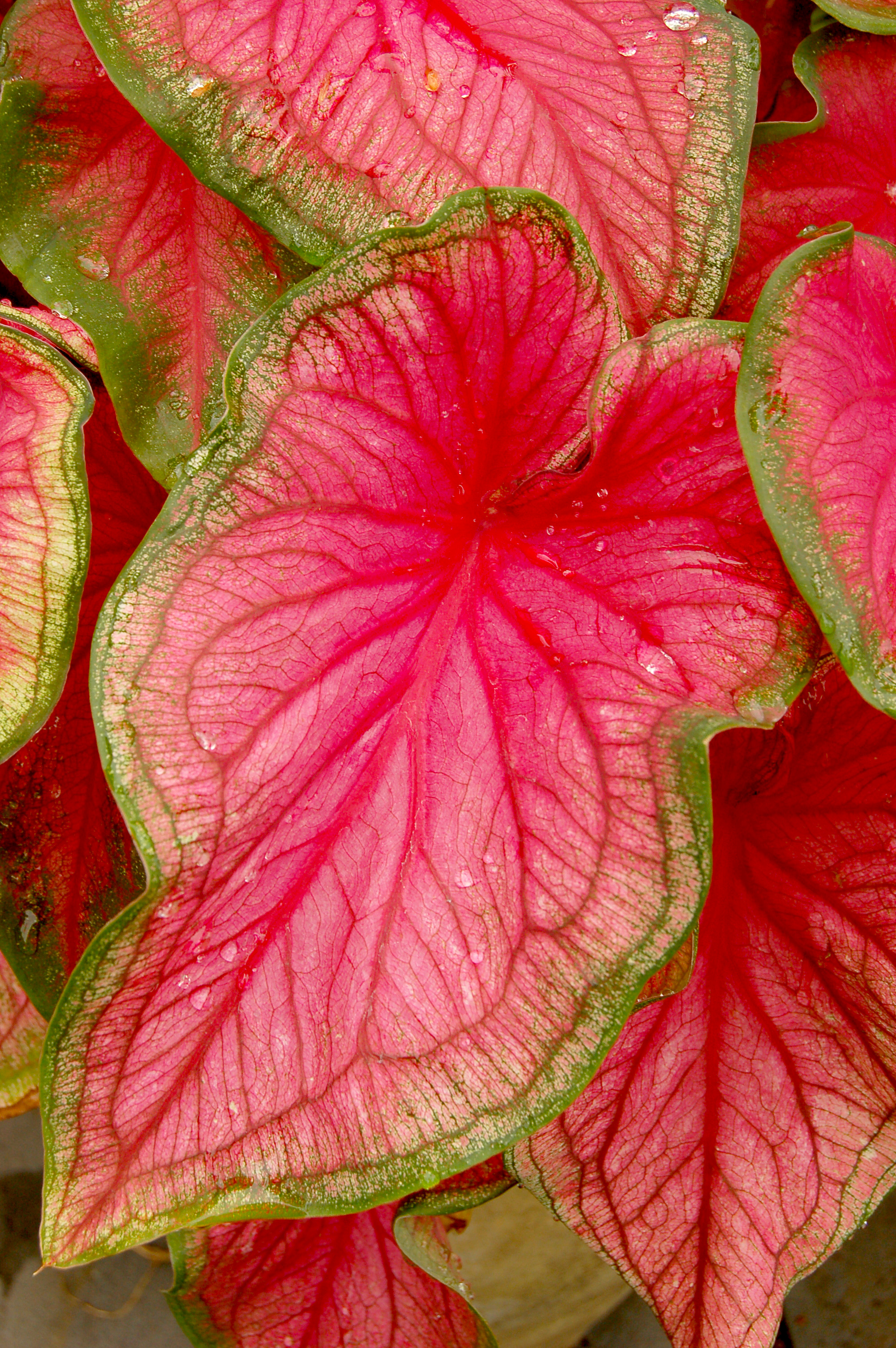
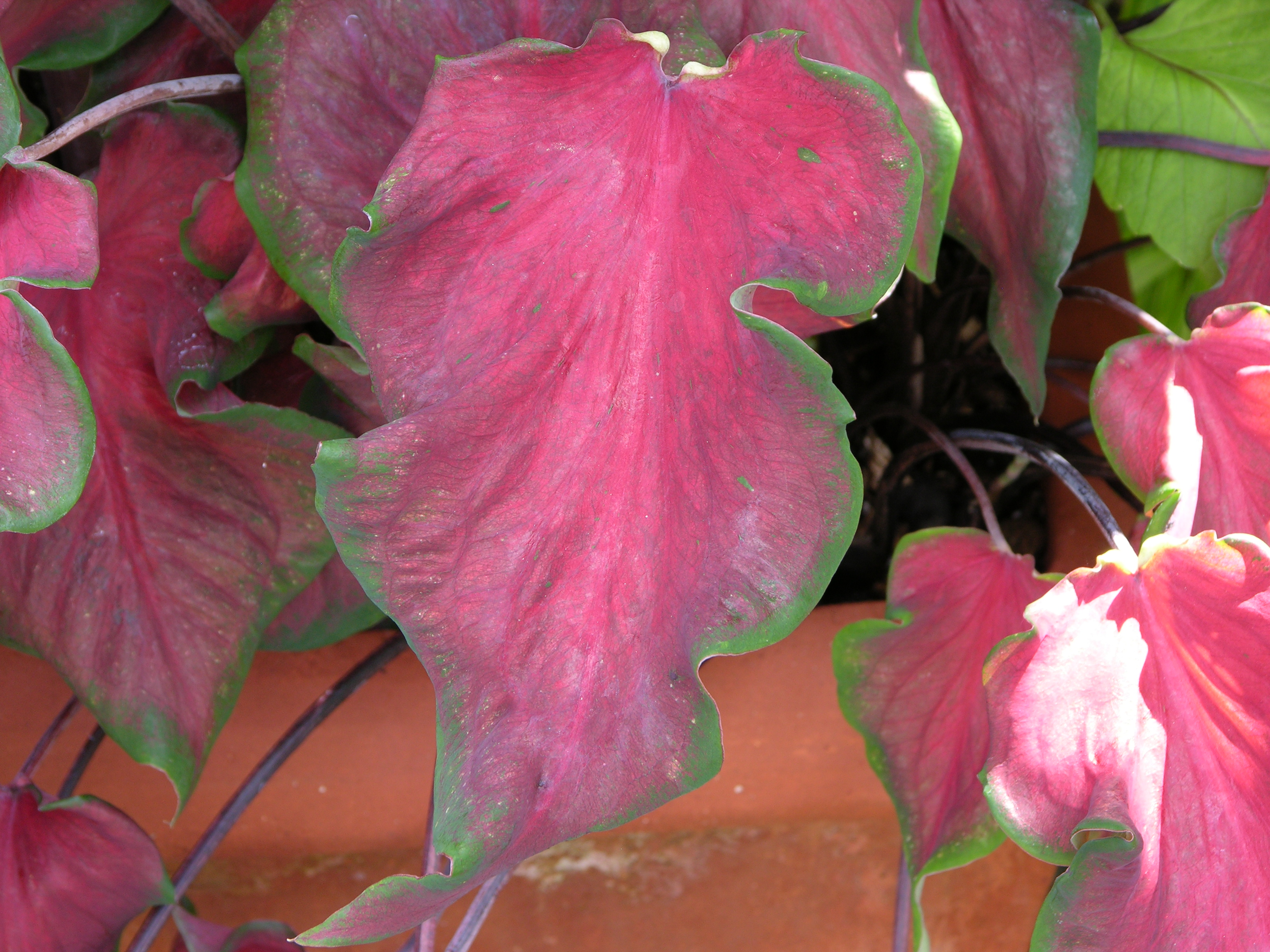
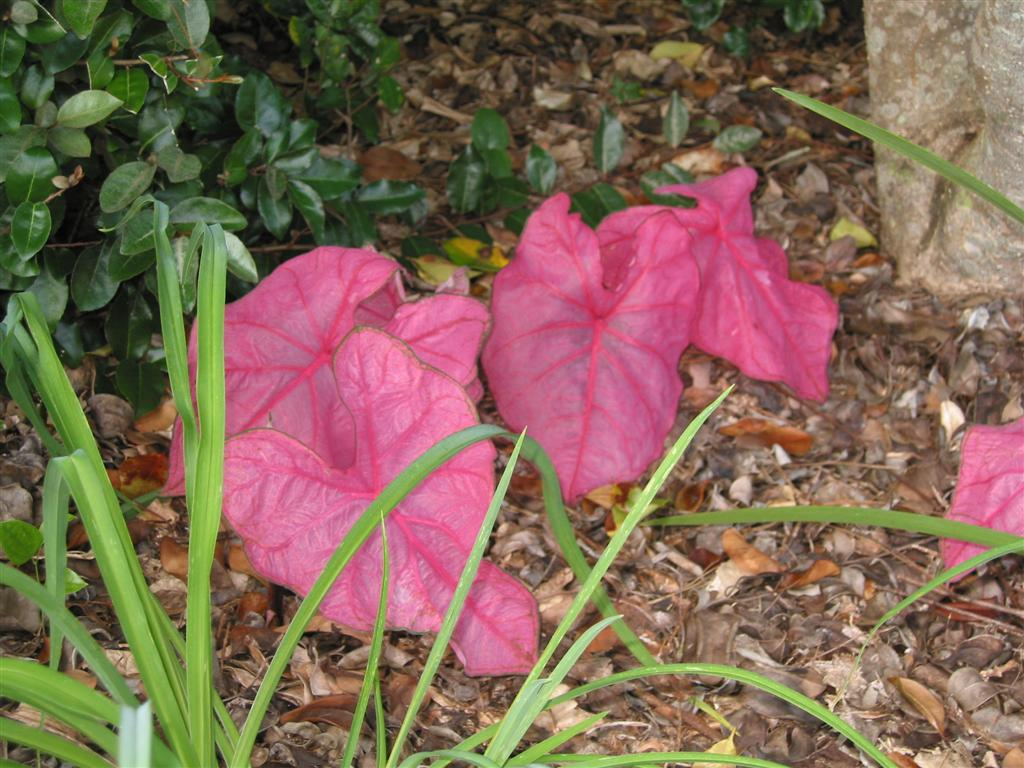
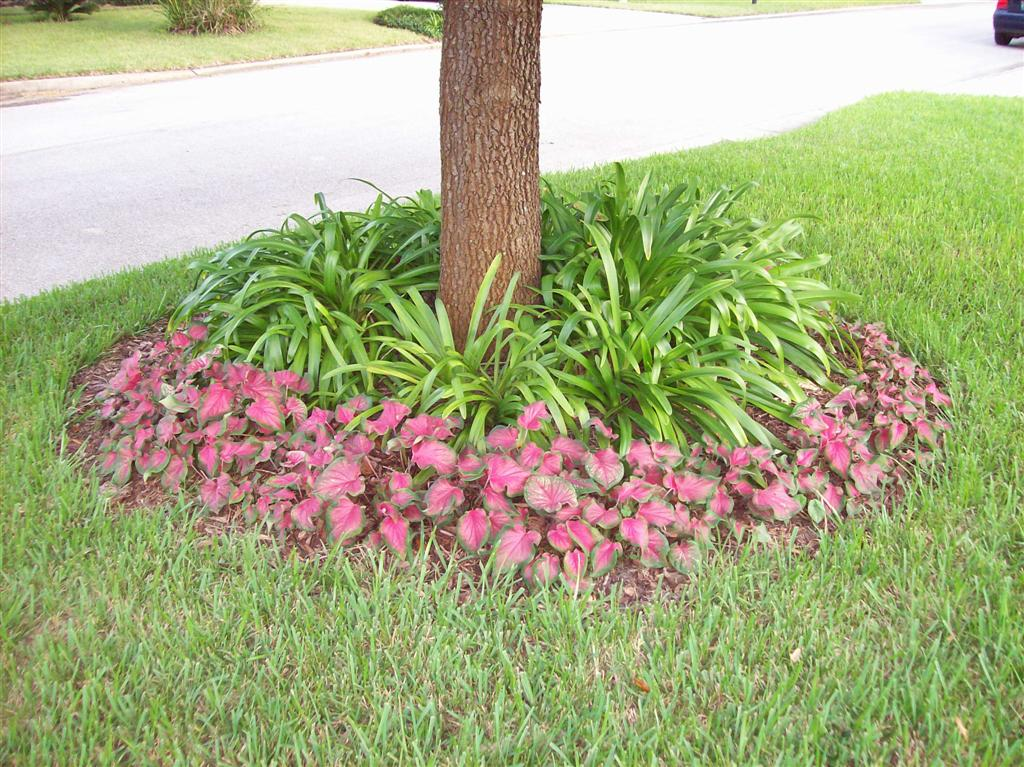